# Прасат Тхонг

Прасат Тхонг (тайск.: ปราสาททอง) (1600-1656) – основатель династии Прасат Тхонг, король Сиама (гг. правления 1629-1656).

## Приход к власти
В период правления короля Сиама Сонгтама (1620-1628) Прасат Тхонг занимал должность министра двора, был одним из ближайших советников короля. В 1628 году король Сонгтам скончался, и между наследниками короля началась борьба за сиамский трон.   Двумя главными претендентами на трон считались старший сын короля Четтатират и младший брат короля Сисин. Прасат Тонг, считая, что 15-летним Четтатиратом будет легче управлять, стал поддерживать молодого наследника. Благодаря Прасат Тхонгу Четтатирату удалось захватить престол. В благодарность от новоиспеченного короля Прасат Тонг получил несметные богатства, а также пост первого министра. Тем не менее, мать Четтатирата не доверяла Прасат Тхонгу, попыталась устранить его с должности, обвинив в «оскорблении»  короля. Прасат Тхонг был вовремя предупрежден, успел собрать всех верных ему чиновников,и обратился к ним с речью о необходимости свержения несправедливого короля. Чиновники и Прасат Тхонг собрали военный отряд и двинулись на королевский дворец. К утру дворец был взят, король бежал из дворца. Тем не менее, короля нашли, обвинили в измене и приговорили к казни. По приказу Прасат Тхонга Четтатират и его мать были казнены. На трон вступил девятилетний брат Четтатирата, которому, благодаря политическим маневрам Прасат Тонга, не удалось просидеть на сиамском троне и двух месяцев. 
В 1629 году на очередном собрании королевских чиновников новым королем был избран Прасат Тхонг (гг. правления 1629—1656). В Сиаме была основана новая династия Прасат Тхонг (династия «золотого дворца»). 

## Внутренняя политика
Главной задачей внутренней политики Прасат Тонга было устранение крупных феодалов с ведущих позиций в государстве. По его приказу, каждые 4 месяца чиновники и губернаторы провинций должны были менять место службы. Король вел активную борьбу против коррупции, выступал за централизацию власти в Сиаме. Кроме того, по указу короля все губернаторы должны были жить в Аютии, а их личные отношения регулировались королевским советом. 
Прасат Тонг понимал, что буддийская церковь занимает центральное место  в жизни тайского общества. По этой причине ему необходимо было заручиться поддержкой буддийской общины. Так, Прасат Тонг дарил буддийским монастырям многочисленные подарки, а также выделял земельные владения.

## Внешняя политика
Прасат Тонг считал, что для процветания Сиама необходимо отказаться от войн с соседними государствами, поскольку постоянные военные походы опустошают казну. Новый король отправил посольства с письмами правителям в такие государства, как: Бирма, Лаос, Аче, Тямпа и др. Кроме того, Прасат Тонг выступал за урегулирование отношений со странами Европы (Португалия, Англия, Голландия, Франция). Король считал, что необходимо развивать внутреннюю и внешнюю торговлю: заключил торговые и дипломатические отношения с Китаем, посылал торговые посольства в соседние страны, стремился заключить торговые и дипломатические отношения с японцами.  

## Смерть
В 1656 году Прасат Тонг умер. После смерти Прасат Тонга королем Сиама стал его сын Нарай (гг. правления 1657-1688).